# (4425) Bilk
(4425) Bilk est un astéroïde de la ceinture principale.

## Description
(4425) Bilk est un astéroïde de la ceinture principale. Il fut découvert le 30 octobre 1967 à Bergedorf par Luboš Kohoutek. Il présente une orbite caractérisée par un demi-grand axe de 2,36 UA, une excentricité de 0,16 et une inclinaison de 3,3° par rapport à l'écliptique.
L'astéroïde a été nommé en hommage à l'Observatoire de Düsseldorf en 1967.

## Compléments